# 土居健蔵
土居 健蔵（どい けんぞう、1994年10月14日 - ）は、日本の俳優、タレント。愛称は「ケンゾー」。所属事務所はジェイロック。身長178cm。東京都新宿区出身。

## 出演

### テレビドラマ
- 戦慄女子 キャンプ女編 （2018年8月25日 - 10月27日、エンタメ〜テレ） - こーじ 役
- silent 第4話・第5話（2022年10月27日・11月3日、フジテレビ） - サッカー部同窓生 役
- ひともんちゃくなら喜んで!（2023年1月16日 - 3月19日、朝日放送テレビ） - 土居 役
- 王様に捧ぐ薬指第1話（2023年4月18日 -、朝日放送テレビ）

### 映画
- VAMP（2019年8月23日公開、監督：小中和哉） - 運転手 役
- 闇金クイーン（2019年公開、監督：藤田真一） - アキ 役
- さくら（2020年11月13日公開、監督：矢崎仁司） - 佐原巡査 役
- BLOOD-CLUB-DOLLS2（2020年7月11日公開、監督：奥秀太郎） - 黒服 役
- 狂武蔵（2020年8月21日公開、監督：下村勇二） - 護衛 役
- ブレイブ 群青戦記（2021年3月12日公開、監督：本広克行） - 河北健藏 役
- メイヘムガールズ (2022年11月25日公開：監督藤田真一）youtubeサラリーマン役

### 舞台
- 2020年3月　「鱗と肌」主演 マムシ役
- 2020年8月　音楽劇モンテ・クリスト伯－黒き将       軍とカトリーヌー」 明治座
- 2020年12月　ミュージカル「モンブラン」
- 2021年3月　舞台「Emperor wars」アーロン・コスミンスキー役
- 2021年4月　ミュージカル「VOICE」ジーン役
- 2021年8月 舞台「鱗と肌」主演マムシ役
- 2021年11月 朗読劇「星の王子さま」王子さま役
- 2021年11月 朗読劇「怪人二十面相」小林芳雄役
- 2022年2月 ミュージカル「VOICE」謎の男役
- 2022年2月 舞台「だから立ち上がる」勇作役
- 2022年3月 CONTOSTAGE 「八百屋のゴリラ」
- 2022年6月　舞台「ショボとノンキ」彼氏役
- 2022年9月　朗読劇　「星の王子さま」 惑星の住人役
- 2023年1月　朗読劇　「星の王子さま」 惑星の住人役　（再演）
- 2023年5月　舞台　「ブルーロック」アンサンブル兼今村遊大役　サンケイホールブリーゼ
- 2023年5月　舞台「ブルーロック」アンサンブル兼今村遊大役　サンシャイン劇場
- 2023年7月　舞台「Arcana Shadow」アンサンブル兼太裳役　サンシャイン劇場
- 2023年12月　舞台「星の王子さま」ぼく役　シアター•アルファ東京
- 2024年1月　舞台「ブルーロック」京都劇場
- 2024年1月　舞台「ブルーロック」ヒューリックホール東京
- 2024年8月 舞台「ブルーロック」3rd STAGE 東大阪市文化創造館 Dream House 大ホール レオナルド・ルナ ほか[1]
- 2024年8月 舞台「ブルーロック」3rd STAGE シアターH レオナルド・ルナ ほか
- 2025年3月 朗読劇「怪人二十面相」赤坂RED/THEATER 小林芳雄役[2]

### CM
- 2020年2月  BMW xDrive 社員育成プログラム　社員役
- 2020年4月 花王 ビオレu The Body　2020春篇
- 2020年10月 BEFORE. bubble essence pack

### モデル
- 2022年3月ドラゴンボールTwitter #全人類サイヤ人化プロジェクト 「再現悟空ジャンバー」